# Filimanus xanthonema
Filimanus xanthonema är en fiskart som först beskrevs av Valenciennes, 1831.  Filimanus xanthonema ingår i släktet Filimanus och familjen Polynemidae. Inga underarter finns listade i Catalogue of Life.